# Charles Magne
Pour les articles homonymes, voir Magne.
Charles Magne, né le 3 avril 1897 à Gannat où il est mort le 10 avril 1967, est un homme politique français.

## Biographie
Grand blessé de la Première Guerre mondiale, fonctionnaire au ministère des Anciens combattants, il est élu au conseil municipal de Gannat en 1935. Aux élections municipales du printemps 1945, à la tête de la liste socialiste, il est élu maire de la ville ; il exercera ce mandat jusqu'en 1965. Il est également conseiller général du canton de Gannat de 1945 à 1967.
Confronté au député communiste Pierre Villon lors des élections législatives de novembre 1958, il ne parvient pas à conquérir le siège de la 3e circonscription de l'Allier ; toujours face à Pierre Villon, les autres candidats s'étant retirés, il l'emporte en novembre 1962. Son parti, la SFIO, ne le représente pas aux élections de mars 1967.
Il meurt le mois suivant dans un accident de voiture non loin de Gannat, en revenant d'une séance du conseil général.
Une rue de Gannat porte son nom.